# Лункань (Хунедоара)
Лункань, Лункані (рум. Luncani) — село у повіті Хунедоара в Румунії. Входить до складу комуни Бошород.
Село розташоване на відстані 268 км на північний захід від Бухареста, 32 км на південний схід від Деви, 133 км на південь від Клуж-Напоки, 147 км на схід від Тімішоари.

## Населення
За даними перепису населення 2002 року у селі проживала 91 особа, усі — румуни. Усі жителі села рідною мовою назвали румунську.